# Eleonore von Trapp
Eleonore von Trapp (Salisburgo, 14 maggio 1931 – Northfield, 24 ottobre 2021) è stata una cantante austriaca naturalizzata statunitense, ex membro dei Trapp Family Singers, la cui vita è stata narrata nel musical di Broadway del 1949, The Sound of Music dal quale fu poi tratto il film omonimo nel 1965.

## Biografia
Eleonore, detta "Lorli", nacque a Salisburgo, secondogenita di Georg Ludwig von Trapp e della sua seconda moglie Maria Augusta Kutschera. I suoi fratelli sono Rosemarie von Trapp (1929-2022) e Johannes von Trapp (1939), mentre i suoi fratellastri: Rupert von Trapp (1911-1992), Agathe von Trapp (1913-2010), Maria Franziska von Trapp (1914-2014), Werner von Trapp (1915-2007), Hedwig von Trapp (1917-1972), Johanna von Trapp (1919-1994) e Martina von Trapp (1921-1951). La Trapp Family si spostò in Italia, nell'estate del 1939, e quindi in Francia e Scandinavia per poi trasferirsi definitivamente negli Stati Uniti.  Eleonore cantò nel coro di famiglia dal 1943 al 1953 nel ruolo di primo soprano. Quando suo padre morì, nel maggio del 1947, ella aveva sedici anni. Sposò Hugh David Campbell nel 1953 ed ebbero sette figlie. Ha vissuto a lungo con la sua famiglia a Waitsfield. Muore nel 2021 ed oggi riposa nel cimitero di Common a Waitsfield Common, Vermont.